# 오렌지카운티 컨벤션 센터
오렌지카운티 컨벤션 센터(영어: Orange County Convention Center)는 미국 플로리다주 올랜도에 위치한 컨벤션 센터이다.
| NBA G 리그 올스타전 개최 경기장 |                                 |                            |
| 2011년                          | 2012년 오렌지카운티 컨벤션 센터 | 2013년                     |
| 로스앤젤레스 컨벤션 센터        | 2012년 오렌지카운티 컨벤션 센터 | 조지 R. 브라운 컨벤션 센터 |
|                                 |                                 |                            |
|                                 |                                 |                            |

| NBA G 리그 쇼케이스 컵 개최 경기장 |                                 |        |
| 2022년                             | 2023년 오렌지카운티 컨벤션 센터 | 2024년 |
| 미켈롭 울트라 아레나               | 2023년 오렌지카운티 컨벤션 센터 | 미정   |
|                                    |                                 |        |
|                                    |                                 |        |